# أليكساندر بونوماريف
أليكساندر بونوماريف، من مواليد 23 ابريل 1918 في غورلوفكا، وتوفي في 7 يونيو 1973 في موسكو، لاعب كرة قدم سوفييتي سابق، ومدرب كرة قدم سوفييتي سابق.
درب منتخب الاتحاد السوفييتي لكرة القدم في كأس الأمم الأوروبية لكرة القدم 1972.